# Николай Божов
Николай Божов е български футболист, играещ като нападател за Витоша (Бистрица). Бил е част от отборите на Академик и Славия.

## Кариера
Божов започва да играе футбол в Левски (София). Минава през всички възрастови гарнитури на „сините“, но на 18 години прекратява кариерата си. Причините за решението му са две. Едната е честите контузии, които го спохождат. Освен това през 1995 г. треньорите в Левски му искат 10 000 лева за да получи шанс да се наложи в първия отбор. Божов решава, че няма смисъл да се занимава с футбол и започва собствен бизнес – създава фирма за крепежни елементи.

### Вихър
10 години по-късно, през 2005 г., е поканен от приятели да се присъедини към аматьорския „Вихър“ (Горубляне). Божов приема предизвикателството и на 28-годишна възраст отново облича спортния екип. Бързо се превръща в звезда на нискоразрядния тим, като за два сезона нанизва общо 38 гола. През сезон 2006/07 „Вихър“ завършва на първо място в Югозападната В група, печели промоция за Б група и се обединява с Академик (София). Божов става част от обединения тим.

### Академик
На 30 години нападателят подписва своя първи професионален договор в кариерата. Дебютира за Академик (София) срещу Янтра (Габрово) на 18 август 2007. Божов не спира да бележи и за „студентите“. За три сезона в Б група играе в 67 мача и вкарва 31 гола. Избран е за най-добър футболист на Академик за есен 2009, пролет 2010 и за целия сезон 2009/10. На 23 май 2010 вкарва 2 гола на ПФК Несебър в баража за влизане в А група и така помага на „студентите“ да се върнат в елита след 28-годишна пауза.

### Славия
От началото на новия сезон играе за Славия (София). Влиза като резерва срещу Миньор Перник и записва гол и асистенция, с което печели наградата за играч на 2-ри кръг във висшата ни лига. Продължава с добрите си изяви с 2 гола срещу Пирин в Благоевград в мач от четвърти кръг. В шести кръг Божов вкарва 2 гола на бившия си тим Академик. На 7 ноември 2010 вкарва на Левски София. Той става голмайстор на отбора за сезон 2010/11 с 10 попадения. През 2011/12 вкарва 6 попадения, а през април 2012 Славия решават да го освободят.

### Хамрун Спартанс
През август 2012 подписва с малтийския Хамрун Спартанс.Там вкарва едва едно попадение в 7 срещи и в края на годината е освободен.

### Витоша Бистрица
В началото на 2013 подписва с Витоша (Бистрица).